# Elecciones presidenciales de la República de China de 1984
La elección del séptimo presidente y vicepresidente de la República de China se celebró en Taiwán el 21 de marzo de 1984  en Taipéi. El actual presidente Chiang Ching-kuo fue reelegido por la Yuan Legislativo para el segundo mandato con el gobernador de la provincia de Taiwán Lee Teng-hui.
El vicepresidente titular Hsieh Tung-min decidió no buscar su segundo mandato debido a la vejez. El entonces gobernador de la provincia de Taiwán, Lee Teng-hui, también miembro del Kuomintang nacido en Taiwán, fue elegido compañero de fórmula de Chiang. Chiang recibió 1.012 de 1.064 votos, mientras que Lee recibió 873 votos. Chiang moriría más tarde en el cargo en 1988 y fue sucedido por Lee.

## Resultados
| Partido         | Partido         | Candidato        | Votos | Porcentaje |
| --------------- | --------------- | ---------------- | ----- | ---------- |
|                 | Kuomintang      | Chiang Ching-kuo | 1,012 | 95.11%     |
| Votos inválidos | Votos inválidos | Votos inválidos  | 52    | 4.89%      |
| Total           | Total           | Total            | 1,064 | 100.00%    |

- Datos: Q10843969